# 1.º Grupo de Defesa Aérea
O 1.º Grupo de Defesa Aérea (1.º GDA), ou Esquadrão Jaguar, é uma unidade de aviação de caça da Força Aérea Brasileira (FAB) sediada na Base Aérea de Anápolis (BAAN), em Goiás, e atualmente equipado com jatos Saab Gripen E. Ele é responsável pela defesa aérea do Planalto Central e especialmente da capital federal em Brasília, que está a poucos minutos de voo da BAAN. Seus caças podem ser acionados contra qualquer voo não autorizado, seja criminoso ou por falta de plano de voo, e abatê-lo por decisão do comando.
A unidade traça suas origens ao Núcleo da Primeira Ala de Defesa Aérea (NUALADA), criado em 1972 para operar o Dassault Mirage III (designado F-103 na FAB), e seria organizada com o atual nome em 1979. A BAAN foi construída especificamente para sediar o Mirage III e só receberia outros esquadrões a partir de 2002. A ativação desta unidade é indissociável da aquisição, no mesmo período, da infraestrutura de radares e meios de comunicação que viria a ser conhecida como Cindacta. Seus caças, os primeiros jatos supersônicos em serviço brasileiro, seriam, portanto, o braço armado do Sistema de Defesa Aérea e Controle de Tráfego Aéreo (Sisdacta), num novo modelo de manutenção da soberania nacional. Desde então, a FAB mantém em Anápolis seus jatos de maior poder ofensivo. O jornalista Alexandre Galante define o 1.º GDA como a "elite da FAB".

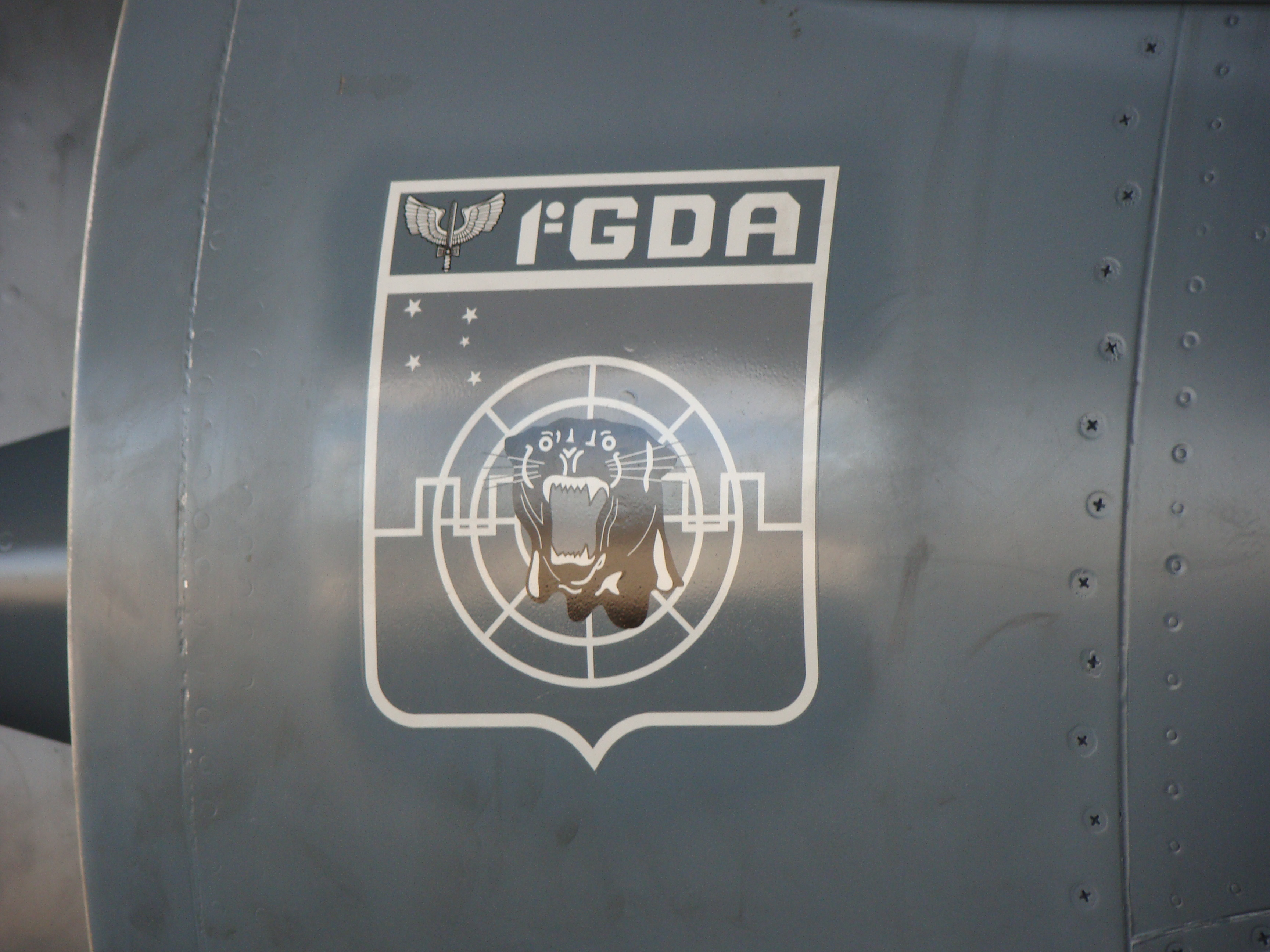
Emblema

A princípio, sua função era exclusivamente de interceptação — distinta, portanto, dos esquadrões de caça então existentes, que também tinham atribuições de ataque ao solo e mais tarde receberiam o Northrop F-5. A primeira interceptação real do 1.º GDA ocorreu na noite de 9 de abril de 1982, durante a Guerra das Malvinas. Uma aeronave cubana Ilyushin Il-62M, carregando um embaixador a caminho da Argentina, adentrou o espaço aéreo brasileiro sem permissão e ignorou os chamados dos controladores de voo. O CINDACTA acionou dois Mirage III e o piloto da aeronave cubana obedeceu à ordem de pousar em Brasília. Em 29 de setembro de 1988, no voo VASP 375, um Mirage III perseguiu um Boeing 737 sequestrado pelo tratorista desempregado Raimundo Nonato, que pretendia arremessar o avião contra o Palácio do Planalto. O piloto do avião de passageiros conseguiu pousar em Goiânia.
Nos anos 1990 os Mirage III foram modificados para poder realizar ataques ao solo, mas sua obsolescência já era visível. Permaneceu a separação hierárquica do resto da aviação de caça. O 1.º GDA era a única unidade do Comando de Defesa Aeroespacial Brasileiro (COMDABRA) e o único usuário do Mirage III. Com a desativação dos Mirage III prevista por volta do ano de 2005, a FAB iniciou o Program F-X para substituir suas aeronaves de caça. Como o escolhido só entraria em serviço no final de 2007, a imprensa começou a discutir o iminente "apagão do sistema de defesa aéreo". O programa foi suspenso em 2003 e já se falava num "caça-tampão". A solução temporária foi adquirir doze caças Dassault Mirage 2000, que entraram em serviço em 2006. Este modelo só interceptou uma vez, em março de 2009, contra um homem que roubou um monomotor do aeroclube de Luziânia, Goiás, e seguia em direção a Brasília. O piloto tentou convencê-lo a pousar, mas o avião caiu num acidente em Goiânia.
O Mirage 2000 seria um "tampão" até a aquisição de novos caças a ser definidos no Programa FX-2. A FAB desativou-o em 2013 e nenhum novo caça havia chegado, apesar da definição do F-39 Gripen no FX-2. A nova solução de "tampão" foi transferir de outros esquadrões o F-5, menos veloz e capaz, ao 1.º GDA. O esquadrão foi encarregado de implementar na FAB o novo caça. O primeiro Gripen em serviço brasileiro pouso em Anápolis em 20 de outubro de 2021.